# Großer Preis von Portugal 2021
Der Große Preis von Portugal 2021 (offiziell Formula 1 Heineken Grande Prémio de Portugal 2021) fand am 2. Mai auf dem Autódromo Internacional do Algarve in Portimão statt und war das dritte Rennen der Formel-1-Weltmeisterschaft 2021.

## Bericht

### Hintergründe
Der Große Preis von Portugal war in der ursprünglichen Fassung des Rennkalenders für 2021 nicht mehr vorgesehen; dabei wurde zunächst für den 25. April ein Termin freigehalten. Bei einer Überarbeitung des Rennkalenders im Januar 2021 rückte der freigehaltene Termin um eine Woche nach hinten, auf den 2. Mai. Im Februar 2021 wurde bekanntgegeben, dass an diesem Termin der Große Preis von Portugal stattfindet, der wie im Vorjahr auf dem Autódromo Internacional do Algarve ausgetragen wird.
Nach dem Großen Preis der Emilia-Romagna führte Lewis Hamilton in der Fahrerwertung mit einem Punkt vor Max Verstappen und mit 17 Punkten vor Lando Norris. In der Konstrukteurswertung führte Mercedes mit sieben Punkten vor Red Bull Racing und mit 19 Punkten vor McLaren.
Beim Großen Preis von Portugal stellte Pirelli den Fahrern die Reifenmischungen P Zero Hard (weiß, Mischung C1), P Zero Medium (gelb, C2) und P Zero Soft (rot, C3), sowie für nasse Bedingungen Cinturato Intermediates (grün) und Cinturato Full-Wets (blau) zur Verfügung.
Hamilton, George Russell (jeweils sechs), Norris, Sebastian Vettel (jeweils fünf), Sergio Pérez, Kimi Räikkönen, Lance Stroll (jeweils vier), Antonio Giovinazzi, Charles Leclerc (jeweils drei), Esteban Ocon, Daniel Ricciardo, Carlos Sainz jr. und Yuki Tsunoda (jeweils einer) gingen mit Strafpunkten ins Rennwochenende.
Mit Hamilton trat ein ehemaliger Sieger zu diesem Grand Prix an.
Als Rennkommissare für dieses Rennwochenende fungierten Gerd Ennser (DEU), Dennis Dean (USA), Tom Kristensen (DNK) und Paulo Magalhães (PRT).

### Training
Im ersten freien Training war Valtteri Bottas in 1:19,648 Minuten Schnellster vor Verstappen und Pérez.
Im zweiten freien Training fuhr Hamilton in 1:19,837 Minuten die Bestzeit vor Verstappen und Bottas. Das Training begann wegen einer losen Kanalabdeckung mit zehn Minuten Verspätung.
Im dritten freien Training war Verstappen mit einer Rundenzeit von 1:18,489 Minuten Schnellster vor Hamilton und Bottas.

### Qualifying
Das Qualifying bestand aus drei Teilen mit einer Nettolaufzeit von 45 Minuten. Im ersten Qualifying-Segment (Q1) hatten die Fahrer 18 Minuten Zeit, um sich für das Rennen zu qualifizieren. Alle Fahrer, die im ersten Abschnitt eine Zeit erzielten, die maximal 107 Prozent der schnellsten Rundenzeit betrug, qualifizierten sich für den Grand Prix. Die besten 15 Fahrer erreichten den nächsten Teil. Bottas war Schnellster. Die Haas-Piloten, Nicholas Latifi, Stroll und Ricciardo schieden aus.
Der zweite Abschnitt (Q2) dauerte 15 Minuten. Die schnellsten zehn Piloten qualifizierten sich für den dritten Teil des Qualifyings und mussten mit den hier verwendeten Reifen das Rennen starten, alle anderen hatten freie Reifenwahl für den Rennstart. Die Mercedes- und Red-Bull-Racing-Piloten sowie Leclerc erzielten ihre schnellste Rundenzeit auf Medium, die übrigen Piloten auf Soft. Hamilton war Schnellster. Die Alfa-Romeo-Racing-Piloten, Tsunoda, Fernando Alonso und Russell schieden aus.
Der finale Abschnitt (Q3) ging über eine Zeit von zwölf Minuten, in denen die ersten zehn Startpositionen vergeben wurden. Bottas fuhr mit einer Rundenzeit von 1:18,348 Minuten die Bestzeit vor Hamilton und Verstappen. Es war die 17. Pole-Position für Bottas in der Formel-1-Weltmeisterschaft.

### Rennen
Bottas behielt in Kurve 1 die Führung vor Verstappen, Hamilton, Sainz jr. und Pérez.
Bei der ersten Durchfahrt auf der Start-Ziel-Geraden kollidierten die beiden Alfa Romeo Piloten, was ein Safety-Car auslöste. Räikkönens Rennen war zu Ende, Giovinazzi konnte ohne Schaden weiterfahren.
Das Rennen wurde nach fünf Runden fortgesetzt, wobei Verstappen Hamilton in der ersten Kurve sofort überholen konnte und sich auf dem zweiten Platz festsetzte. In der gleichen Runde überholte Norris Pérez und erkämpfte sich den vierten Platz. Verstappen schaffte es, an Bottas heranzukommen, wurde aber seinerseits von Hamilton überholt, der sich bereits in der zehnten Runde den zweiten Platz zurückerobern konnte. Vier Runden später überließ Norris erneut den vierten Platz an Pérez. In Runde 19 vollendete Hamilton das Comeback und überholte seinen Teamkollegen Bottas, der erneut von Verstappen gejagt wurde.
In der 21. Runde fuhr Sainz jr. mit Medium-Reifen an die Box, eine Runde später auch Norris. In der 25. Runde beschloss der andere Ferrari-Fahrer, Leclerc, auf Hards zu wechseln. Zur Hälfte des Rennens hatte Hamilton seinen Vorsprung inzwischen auf dreieinhalb Sekunden vor Bottas, 4,2 Sekunden vor Verstappen, 13,6 Sekunden vor Pérez und 34,9 Sekunden vor Ricciardo ausgebaut.
Verstappen versuchte den Undercut und stoppte in Runde 35, wobei er die harte Mischung verwendete, die sehr konkurrenzfähig zu sein schien. Bottas wartete eine Runde, kam vor dem Red Bull Racing-Piloten wieder auf die Strecke, wurde aber bereits in der dritten Kurve überholt. Kurz darauf stoppte auch Hamilton und schaffte es, seinen Vorsprung vor Verstappen zu behaupten. Pérez übernahm die Führung, ohne die Reifen gewechselt zu haben. Der Mexikaner blieb bis zur 50. Runde an der Spitze, dann überholte Hamilton ihn in der ersten Kurve ohne Probleme. In der folgenden Runde wurde Pérez zurück an die Box gerufen, um die Reifen zu wechseln und auf weiche Reifen umzusteigen. Der Brite führte mit fünf Sekunden Vorsprung auf Verstappen, 6,2 Sekunden auf Bottas und 32 Sekunden auf Pérez selbst. Dank der neuen Reifen fuhr Pérez jedoch nun die schnellste Runde.
In den letzten Runden bemerkte Sainz jr., der beim Reifenwechsel die Reifen mit mittlerer Mischung bevorzugt hatte, die Verschlechterung seiner Reifen und verlor mehrere Positionen, sodass er außerhalb der Punktezone landete. Mercedes rief Bottas zurück an die Box, um weiche Reifen aufzuziehen und um die schnellste Runde und einen zusätzlichen Punkt anzugreifen. Dem Finnen gelang es in der vorletzten Runde, Pérez die schnellste Runde abzujagen.
Verstappen folgte Bottas eine Runde später, um die schnellste Runde wieder zurück zu Red Bull zu holen. Er unterbot in der letzten Runde auch die Bottas-Zeit, allerdings wurde diese wegen eines Verstoßes gegen die Track-Limits wieder gestrichen.
Hamilton gewann das Rennen vor Verstappen und Bottas. Es war der 97. Sieg für Hamilton in der Formel-1-Weltmeisterschaft. Die restlichen Punkteplatzierungen belegten Pérez, Norris, Leclerc, Ocon, Alonso, Ricciardo und Pierre Gasly.
Hamilton baute seinen Vorsprung in der Gesamtwertung auf Verstappen und Norris aus. Auch in der Konstrukteurswertung blieben die ersten drei Platzierungen unverändert.

## Meldeliste
| Team                            | Nr. | Fahrer             | Chassis                           | Motor                             | Reifen |
| ------------------------------- | --- | ------------------ | --------------------------------- | --------------------------------- | ------ |
| Mercedes-AMG Petronas F1 Team   | 44  | Lewis Hamilton     | Mercedes-AMG F1 W12 E Performance | Mercedes-AMG F1 M12 E Performance | P      |
| Mercedes-AMG Petronas F1 Team   | 77  | Valtteri Bottas    | Mercedes-AMG F1 W12 E Performance | Mercedes-AMG F1 M12 E Performance | P      |
| Red Bull Racing Honda           | 33  | Max Verstappen     | Red Bull Racing RB16B             | Honda RA621H                      | P      |
| Red Bull Racing Honda           | 11  | Sergio Pérez       | Red Bull Racing RB16B             | Honda RA621H                      | P      |
| McLaren F1 Team                 | 03  | Daniel Ricciardo   | McLaren MCL35M                    | Mercedes-AMG F1 M12 E Performance | P      |
| McLaren F1 Team                 | 04  | Lando Norris       | McLaren MCL35M                    | Mercedes-AMG F1 M12 E Performance | P      |
| Aston Martin Cognizant F1 Team  | 18  | Lance Stroll       | Aston Martin AMR21                | Mercedes-AMG F1 M12 E Performance | P      |
| Aston Martin Cognizant F1 Team  | 05  | Sebastian Vettel   | Aston Martin AMR21                | Mercedes-AMG F1 M12 E Performance | P      |
| Alpine F1 Team                  | 14  | Fernando Alonso    | Alpine A521                       | Renault E-Tech 20B                | P      |
| Alpine F1 Team                  | 31  | Esteban Ocon       | Alpine A521                       | Renault E-Tech 20B                | P      |
| Scuderia Ferrari Mission Winnow | 16  | Charles Leclerc    | Ferrari SF21                      | Ferrari 065/6                     | P      |
| Scuderia Ferrari Mission Winnow | 55  | Carlos Sainz jr.   | Ferrari SF21                      | Ferrari 065/6                     | P      |
| Scuderia AlphaTauri Honda       | 22  | Yuki Tsunoda       | AlphaTauri AT02                   | Honda RA621H                      | P      |
| Scuderia AlphaTauri Honda       | 10  | Pierre Gasly       | AlphaTauri AT02                   | Honda RA621H                      | P      |
| Alfa Romeo Racing Orlen         | 07  | Kimi Räikkönen     | Alfa Romeo Racing C41             | Ferrari 065/6                     | P      |
| Alfa Romeo Racing Orlen         | 98  | Callum Ilott       | Alfa Romeo Racing C41             | Ferrari 065/6                     | P      |
| Alfa Romeo Racing Orlen         | 99  | Antonio Giovinazzi | Alfa Romeo Racing C41             | Ferrari 065/6                     | P      |
| Uralkali Haas F1 Team           | 09  | Nikita Masepin     | Haas VF-21                        | Ferrari 065/6                     | P      |
| Uralkali Haas F1 Team           | 47  | Mick Schumacher    | Haas VF-21                        | Ferrari 065/6                     | P      |
| Williams Racing                 | 63  | George Russell     | Williams FW43B                    | Mercedes-AMG F1 M12 E Performance | P      |
| Williams Racing                 | 06  | Nicholas Latifi    | Williams FW43B                    | Mercedes-AMG F1 M12 E Performance | P      |

Anmerkungen
1. 1 2  Der Alfa Romeo Racing mit der Startnummer 98 wurde im ersten freien Training für Ilott eingesetzt. Giovinazzi übernahm das Fahrzeug anschließend für das restliche Rennwochenende mit seiner Startnummer 99.

## Klassifikationen

### Qualifying
| Pos.                                                                      | Fahrer             | Konstrukteur              | Q1       | Q2       | Q3       | Start |
| ------------------------------------------------------------------------- | ------------------ | ------------------------- | -------- | -------- | -------- | ----- |
| 01                                                                        | Valtteri Bottas    | Mercedes                  | 1:18,722 | 1:18,458 | 1:18,348 | 01    |
| 02                                                                        | Lewis Hamilton     | Mercedes                  | 1:18,857 | 1:17,968 | 1:18,355 | 02    |
| 03                                                                        | Max Verstappen     | Red Bull Racing-Honda     | 1:19,485 | 1:18,650 | 1:18,746 | 03    |
| 04                                                                        | Sergio Pérez       | Red Bull Racing-Honda     | 1:19,337 | 1:18,845 | 1:18,890 | 04    |
| 05                                                                        | Carlos Sainz jr.   | Ferrari                   | 1:19,309 | 1:18,813 | 1:19,039 | 05    |
| 06                                                                        | Esteban Ocon       | Alpine-Renault            | 1:19,092 | 1:18,586 | 1:19,042 | 06    |
| 07                                                                        | Lando Norris       | McLaren-Mercedes          | 1:18,794 | 1:18,481 | 1:19,116 | 07    |
| 08                                                                        | Charles Leclerc    | Ferrari                   | 1:19,373 | 1:18,769 | 1:19,306 | 08    |
| 09                                                                        | Pierre Gasly       | AlphaTauri-Honda          | 1:19,464 | 1:19,052 | 1:19,475 | 09    |
| 10                                                                        | Sebastian Vettel   | Aston Martin-Mercedes     | 1:19,403 | 1:18,970 | 1:19,659 | 10    |
| 11                                                                        | George Russell     | Williams-Mercedes         | 1:19,797 | 1:19,109 | –        | 11    |
| 12                                                                        | Antonio Giovinazzi | Alfa Romeo Racing-Ferrari | 1:19,410 | 1:19,216 | –        | 12    |
| 13                                                                        | Fernando Alonso    | Alpine-Renault            | 1:19,728 | 1:19,456 | –        | 13    |
| 14                                                                        | Yuki Tsunoda       | AlphaTauri-Honda          | 1:19,684 | 1:19,463 | –        | 14    |
| 15                                                                        | Kimi Räikkönen     | Alfa Romeo Racing-Ferrari | 1:19,748 | 1:19,812 | –        | 15    |
| 16                                                                        | Daniel Ricciardo   | McLaren-Mercedes          | 1:19,839 | –        | –        | 16    |
| 17                                                                        | Lance Stroll       | Aston Martin-Mercedes     | 1:19,913 | –        | –        | 17    |
| 18                                                                        | Nicholas Latifi    | Williams-Mercedes         | 1:20,285 | –        | –        | 18    |
| 19                                                                        | Mick Schumacher    | Haas-Ferrari              | 1:20,452 | –        | –        | 19    |
| 20                                                                        | Nikita Masepin     | Haas-Ferrari              | 1:20,912 | –        | –        | 20    |
| 107-Prozent-Zeit: 1:24,233 min (bezogen auf Q1-Bestzeit von 1:18,722 min) |                    |                           |          |          |          |       |

### Rennen
| Pos. | Fahrer             | Konstrukteur              | Runden | Stopps | Zeit        | Start | Schnellste Runde |
| ---- | ------------------ | ------------------------- | ------ | ------ | ----------- | ----- | ---------------- |
| 01   | Lewis Hamilton     | Mercedes                  | 66     | 3      | 1:34:31,421 | 02    | 1:20,933 (47.)   |
| 02   | Max Verstappen     | Red Bull Racing-Honda     | 66     | 4      | + 29,418    | 03    | 1:20,695 (62.)   |
| 03   | Valtteri Bottas    | Mercedes                  | 66     | 4      | + 33,530    | 01    | 1:19,865 (65.)   |
| 04   | Sergio Pérez       | Red Bull Racing-Honda     | 66     | 3      | + 39,735    | 04    | 1:20,643 (55.)   |
| 05   | Lando Norris       | McLaren-Mercedes          | 66     | 3      | + 51,369    | 07    | 1:21,696 (55.)   |
| 06   | Charles Leclerc    | Ferrari                   | 66     | 3      | + 55,781    | 08    | 1:21,496 (63.)   |
| 07   | Esteban Ocon       | Alpine-Renault            | 66     | 3      | + 1:03,749  | 06    | 1:21,886 (34.)   |
| 08   | Fernando Alonso    | Alpine-Renault            | 66     | 3      | + 1:04,808  | 13    | 1:21,032 (66.)   |
| 09   | Daniel Ricciardo   | McLaren-Mercedes          | 66     | 3      | + 1:15,369  | 16    | 1:21,987 (64.)   |
| 10   | Pierre Gasly       | AlphaTauri-Honda          | 66     | 3      | + 1:16,463  | 09    | 1:22,014 (65.)   |
| 11   | Carlos Sainz jr.   | Ferrari                   | 66     | 3      | + 1:18,955  | 05    | 1:22,325 (60.)   |
| 12   | Antonio Giovinazzi | Alfa Romeo Racing-Ferrari | 65     | 3      | + 1 Runde   | 12    | 1:22,167 (60.)   |
| 13   | Sebastian Vettel   | Aston Martin-Mercedes     | 65     | 3      | + 1 Runde   | 10    | 1:22,416 (60.)   |
| 14   | Lance Stroll       | Aston Martin-Mercedes     | 65     | 3      | + 1 Runde   | 17    | 1:21,970 (59.)   |
| 15   | Yuki Tsunoda       | AlphaTauri-Honda          | 65     | 3      | + 1 Runde   | 14    | 1:22,058 (61.)   |
| 16   | George Russell     | Williams-Mercedes         | 65     | 3      | + 1 Runde   | 11    | 1:22,654 (60.)   |
| 17   | Mick Schumacher    | Haas-Ferrari              | 64     | 3      | + 2 Runden  | 19    | 1:22,755 (61.)   |
| 18   | Nicholas Latifi    | Williams-Mercedes         | 64     | 3      | + 2 Runden  | 18    | 1:23,155 (60.)   |
| 19   | Nikita Masepin     | Haas-Ferrari              | 64     | 4      | + 2 Runden  | 20    | 1:23,641 (64.)   |
| –    | Kimi Räikkönen     | Alfa Romeo Racing-Ferrari | 1      | 0      | DNF         | 15    | –                |

Anmerkungen
1. ↑  Masepin erhielt eine Zeitstrafe von fünf Sekunden für das Ignorieren blauer Flaggen.

## WM-Stände nach dem Rennen
Die ersten zehn des Rennens bekamen 25, 18, 15, 12, 10, 8, 6, 4, 2 bzw. 1 Punkt(e). Zusätzlich gab es einen Punkt für die schnellste Rennrunde, da der Fahrer unter den ersten Zehn landete.

### Fahrerwertung
| Pos. | Fahrer           | Konstrukteur          | Punkte |
| ---- | ---------------- | --------------------- | ------ |
| 01   | Lewis Hamilton   | Mercedes              | 69     |
| 02   | Max Verstappen   | Red Bull Racing-Honda | 61     |
| 03   | Lando Norris     | McLaren-Mercedes      | 37     |
| 04   | Valtteri Bottas  | Mercedes              | 32     |
| 05   | Charles Leclerc  | Ferrari               | 28     |
| 06   | Sergio Pérez     | Red Bull Racing-Honda | 22     |
| 07   | Daniel Ricciardo | McLaren-Mercedes      | 16     |
| 08   | Carlos Sainz jr. | Ferrari               | 14     |
| 09   | Esteban Ocon     | Alpine-Renault        | 8      |
| 10   | Pierre Gasly     | AlphaTauri-Honda      | 7      |

| Pos. | Fahrer             | Konstrukteur              | Punkte |
| ---- | ------------------ | ------------------------- | ------ |
| 11   | Lance Stroll       | Aston Martin-Mercedes     | 5      |
| 12   | Fernando Alonso    | Alpine-Renault            | 5      |
| 13   | Yuki Tsunoda       | AlphaTauri-Honda          | 2      |
| 14   | Kimi Räikkönen     | Alfa Romeo Racing-Ferrari | 0      |
| 15   | Antonio Giovinazzi | Alfa Romeo Racing-Ferrari | 0      |
| 16   | Sebastian Vettel   | Aston Martin-Mercedes     | 0      |
| 17   | George Russell     | Williams-Mercedes         | 0      |
| 18   | Mick Schumacher    | Haas-Ferrari              | 0      |
| 19   | Nikita Masepin     | Haas-Ferrari              | 0      |
| 20   | Nicholas Latifi    | Williams-Mercedes         | 0      |

### Konstrukteurswertung
| Pos. | Konstrukteur          | Punkte |
| ---- | --------------------- | ------ |
| 1    | Mercedes              | 101    |
| 2    | Red Bull Racing-Honda | 83     |
| 3    | McLaren-Mercedes      | 53     |
| 4    | Ferrari               | 42     |
| 5    | Alpine-Renault        | 13     |

| Pos. | Konstrukteur              | Punkte |
| ---- | ------------------------- | ------ |
| 06   | AlphaTauri-Honda          | 9      |
| 07   | Aston Martin-Mercedes     | 5      |
| 08   | Alfa Romeo Racing-Ferrari | 0      |
| 09   | Williams-Mercedes         | 0      |
| 10   | Haas-Ferrari              | 0      |